# Fritz Klabinus
Fritz Klabinus (* 15. April 1883; † 18. November 1945 in Graz) war ein österreichischer Kunsthistoriker.
Fritz Klabinus studierte an der Universität Graz Kunstgeschichte bei Hermann Egger (1874–1949) und wurde 1934 mit einer Arbeit über den Maler Joseph Tunner promoviert. Er arbeitete dann bei der Steiermärkischen Sparkasse in Graz, bei der er bis zum Direktor aufstieg.
Nachdem der Leiter des Stadtmuseums Graz Robert Meeraus 1940 zum Kriegsdienst eingezogen worden war, übernahm Fritz Klabinus zum 21. Oktober 1941 die Leitung des Museums. Er verbrachte die Sammlung des Museums gegen Ende des Krieges 1944 nach Schloss Freibühel. Im April 1944 zog die Fliegerhorstkommandantur Thalerhof in die Räume des Museums ein.

## Veröffentlichungen (Auswahl)
- Der steirische Nazarener Joseph Tunner. Sein Leben und seine Kunst. In: Zeitschrift des Historischen Vereines für Steiermark. Jahrgang 28, Graz 1934, S. 1–78 (auch separat Graz 1934; historischerverein-stmk.at).
- Zwei Nachzeichnungen gotischer Fresken durch Joseph Tunner. Ein Beitrag zur Kunde der Monumentalmalerei des 15. Jahrhunderts in Steiermark. In: Blätter für Heimatkunde. Band 8, Graz 1930, S. 73–79 (historischerverein-stmk.at).
- Schloß Thinnfeld. In: Blätter für Heimatkunde. Band 14, 1936, S. 1–15 (historischerverein-stmk.at).
- Eine bisher unbekannte Darstellung der Grazer Domkirche. In: Blätter für Heimatkunde. Band 13, 1935, S. 70–72 (historischerverein-stmk.at).
- Das Stadtmuseum Graz. In: Kunst und Geschichte (= Das Joanneum – Beiträge zur Naturkunde, Geschichte, Kunst und Wirtschaft des Ostalpenraumes. Band 6). Steirische Verlagsanstalt, Graz 1943, S. 280–282.